# 格拉萨莱马山脉自然公园
格拉萨莱马山脉自然公园（西班牙語：Parque natural de la Sierra de Grazalema）是西班牙南部加的斯省东北部的一处自然公园。
公园内有一片复杂的山地和平原地形，这些山地总称为格拉萨莱马山脉，是薩貝蒂科山脈的一部分。

## 历史
该地很早就以西班牙冷杉林而著称。1977年，格拉萨莱马山地被联合国教科文组织列为生物圈保护区。
1984年12月18日安达卢西亚政府通过法令，宣布成立格拉萨莱马山脉自然公园，估算面积为47,120公頃（471.2平方）。这则法令刊登在1985年2月12日的《安达卢西亚政府官方公报》上。1987年9月，这里被列入欧盟鸟类特殊保护地。后被纳入欧盟Natura 2000保护网络。
1992年，普里托山发生火灾，焚烧了公园中心800多公顷的土地。这是加的斯省在现代发生的唯一一次造成5人死亡的大规模火灾。为此，政府在当地设立了纪念碑。

## 地理与生态
公园里的山峰有萨法尔加尔山、皮纳尔山、恩德里纳尔山、乌夫里克山等，其中皮纳尔峰超过了1500米，是公园内的最高点。格拉萨莱马山地属于喀斯特地形，形成了一些较有观赏性的岩洞。西班牙冷杉林覆盖了皮纳尔山向阴面北坡约420公顷的面积。
公园内大约有1,400个维管植物类群，分布在水仙属（6种），鸢尾属（7种）和兰科（30种）。其中约有150个非洲-伊比利亚特有种，13个龙达和格拉萨莱马山区特有种，4个格拉萨莱马山区特有种。

## 旅游
加的斯省有九个市镇位于格拉萨莱马山脉自然公园内：她们是阿尔戈多纳莱斯、贝瑙卡斯、埃尔沃斯克、埃尔加斯托尔、格拉萨莱马、普拉多德尔雷、乌夫里克、比利亚伦加-德尔罗萨里奥和萨阿拉德拉谢拉。
同样，马拉加省的贝瑙汉、科尔特斯-德拉弗龙特拉、希梅拉德利瓦尔、蒙特哈克和龙达也在自然公园的范围内。
根据格拉萨莱马市镇当局的统计，2016年度该市的游客登记数量为27817人，是去年的两倍。其中，4月、5月和9月是旅游旺季。在这些游客中，有一半是西班牙人，其余的主要来自法国和德国。

## 地图

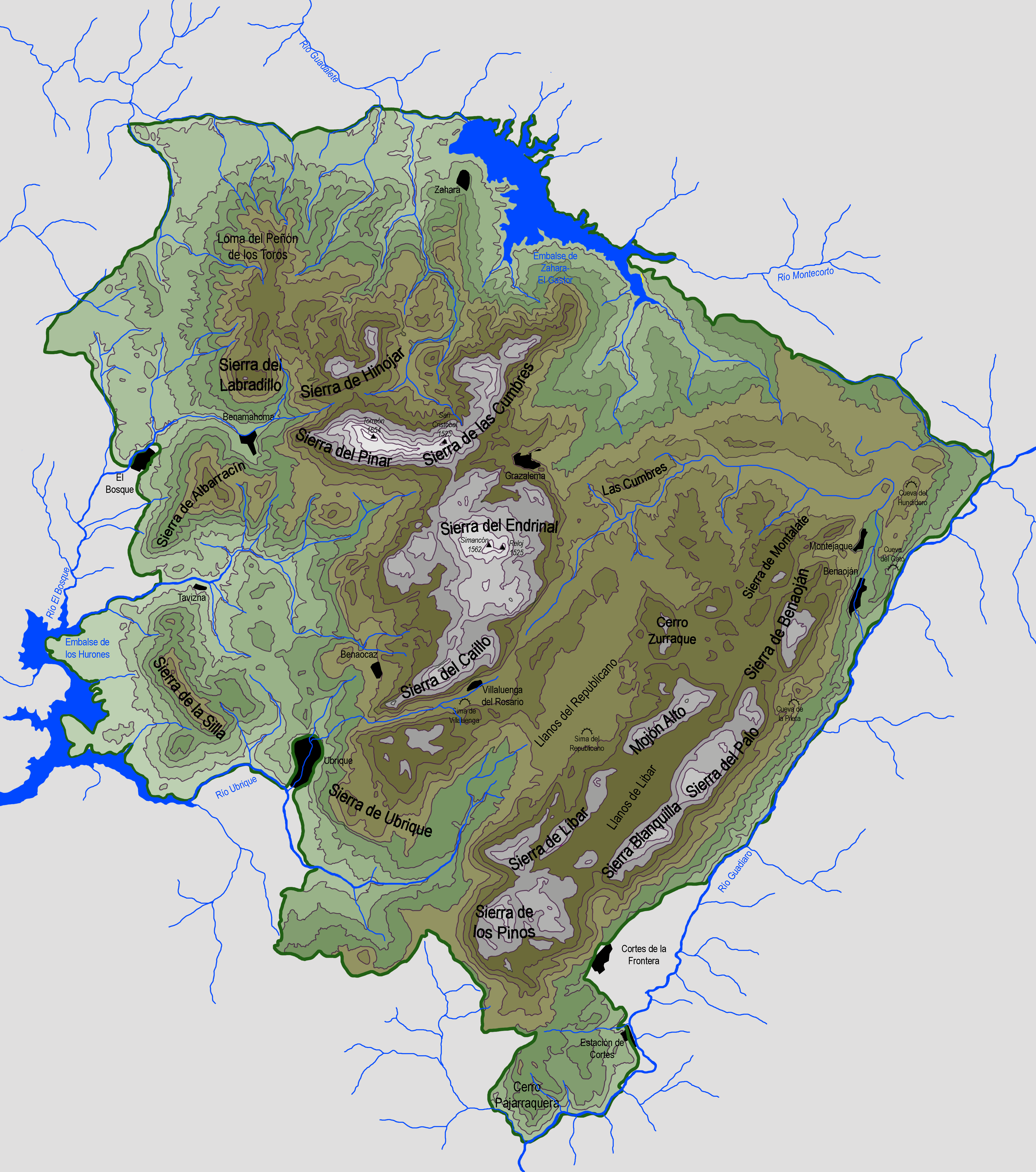
地形图
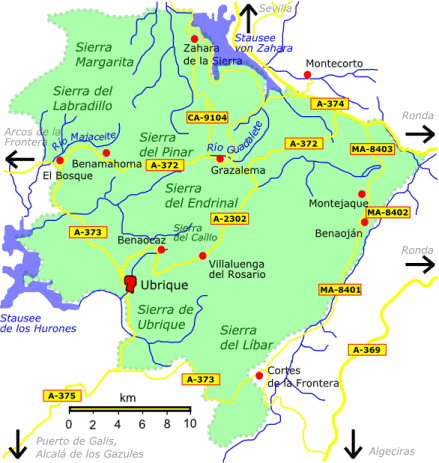
交通地图

## 照片集

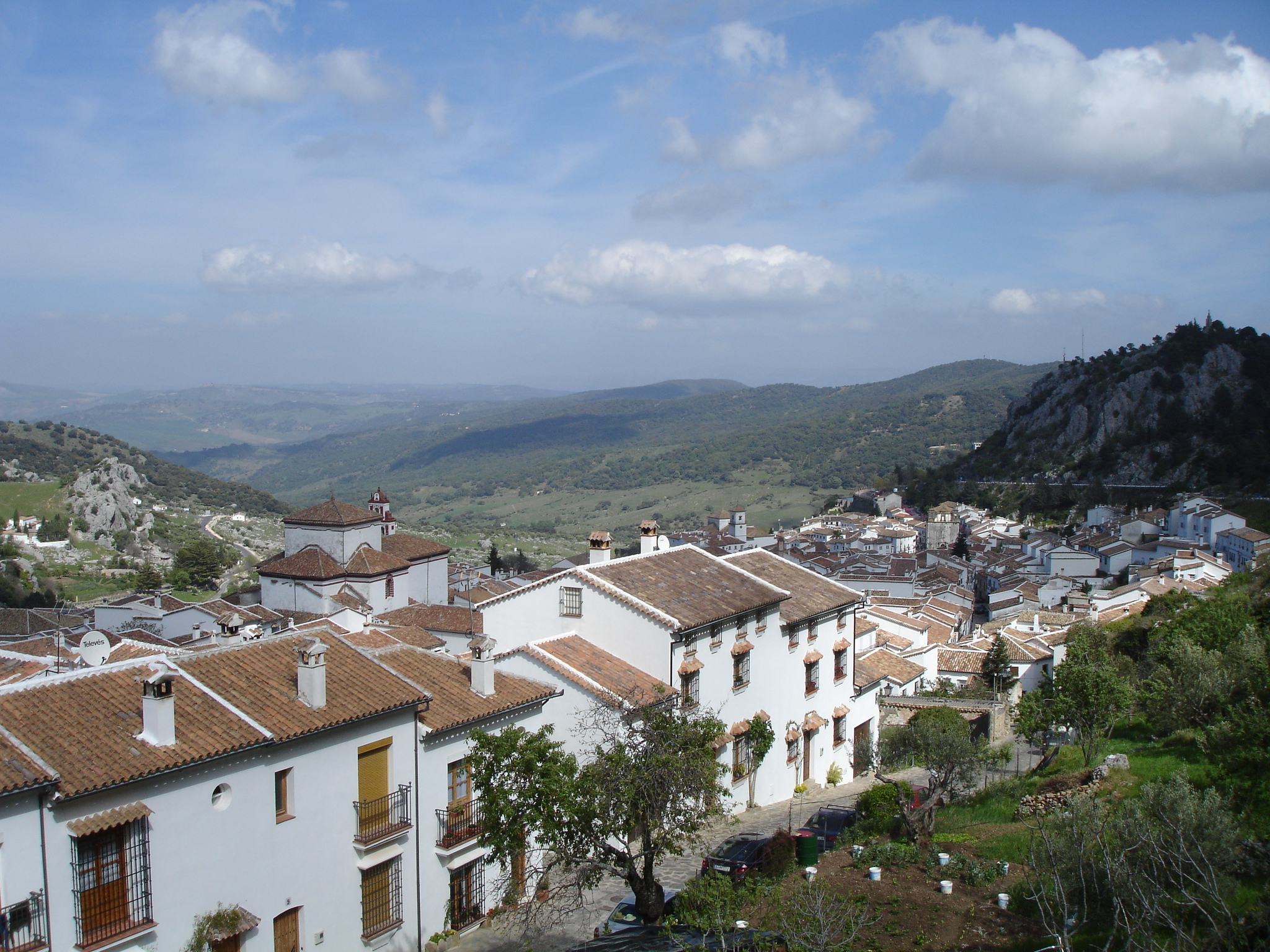
格拉萨莱马
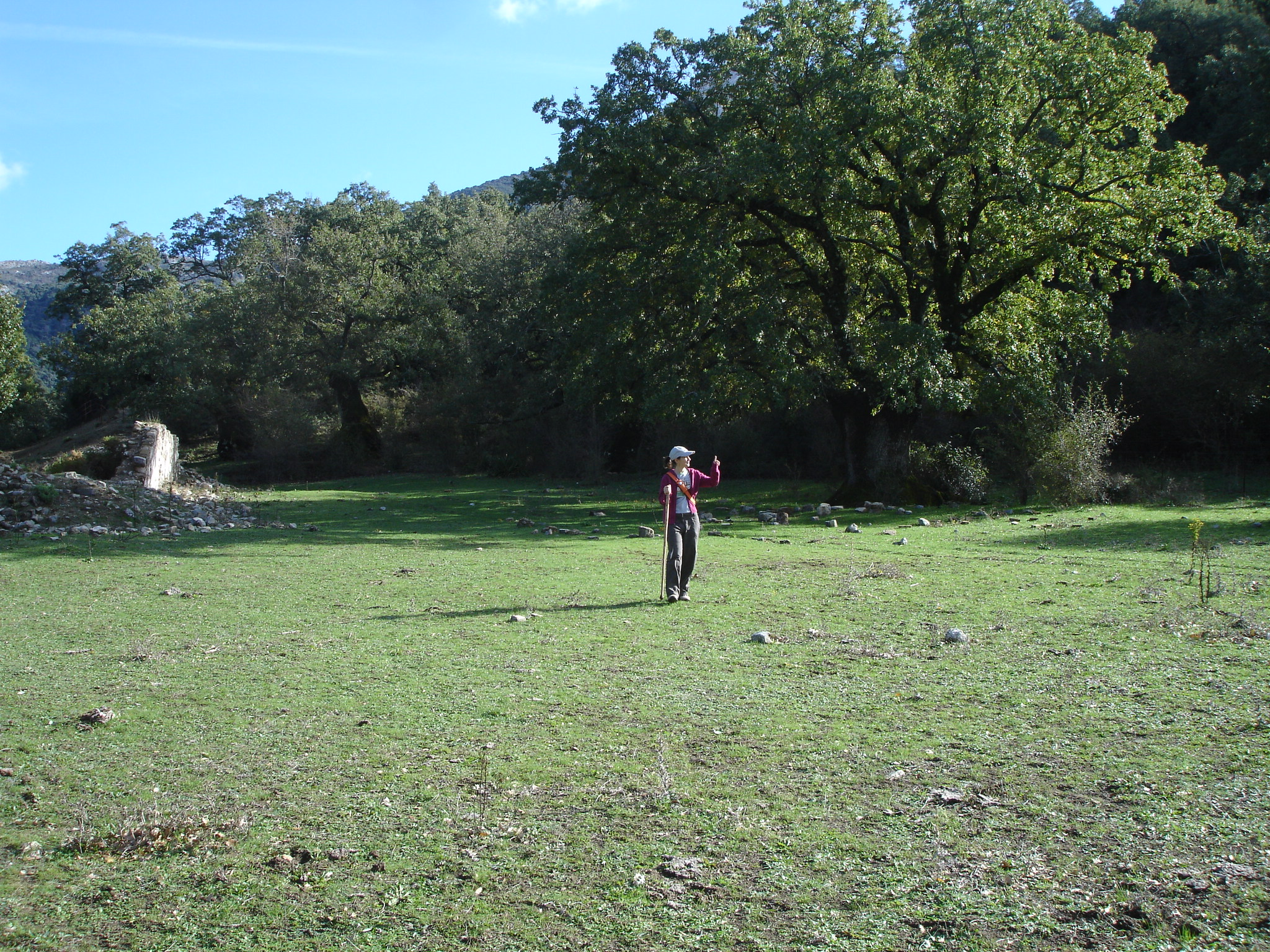
拉韦尔平原
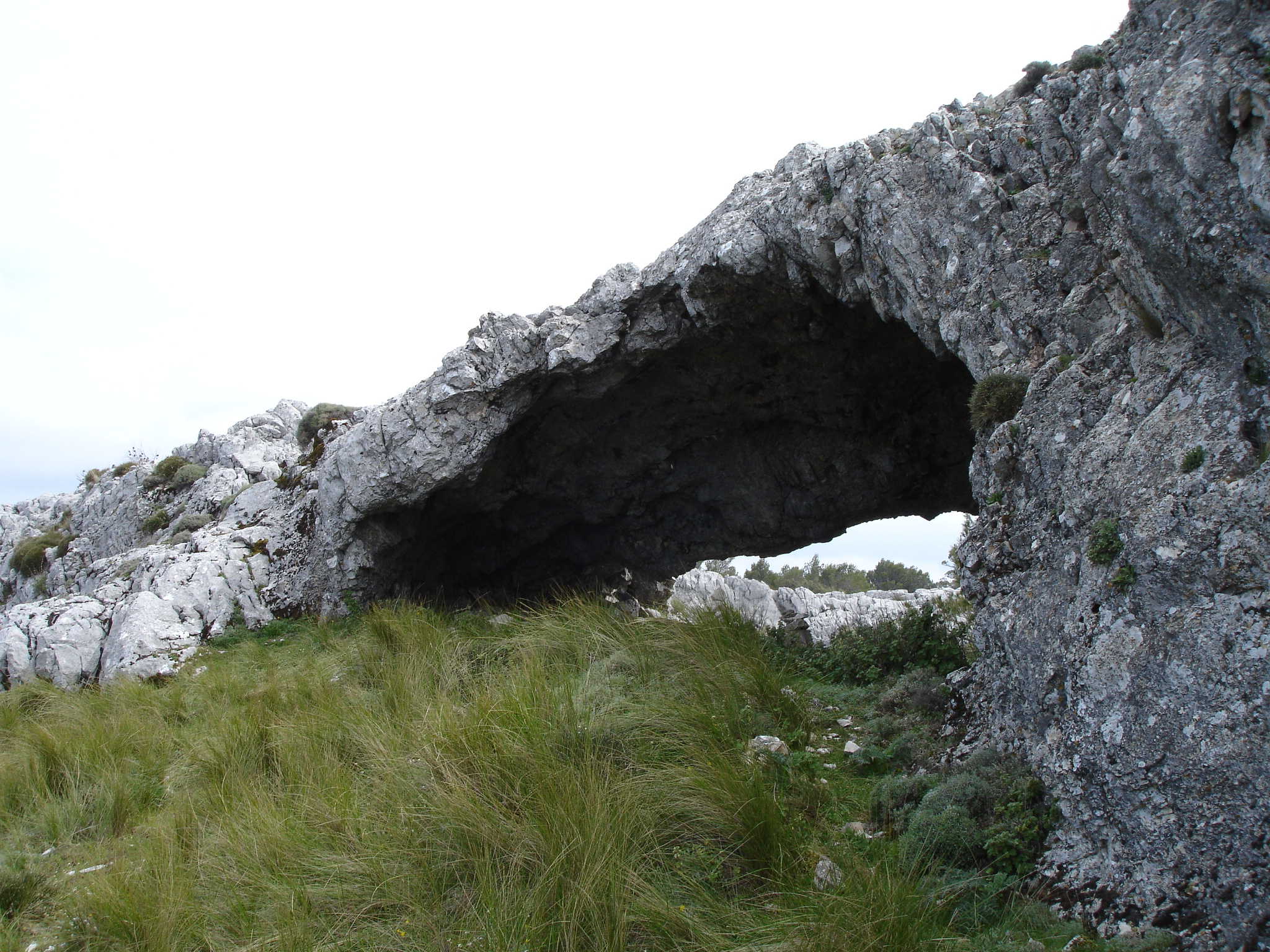
双门岩洞
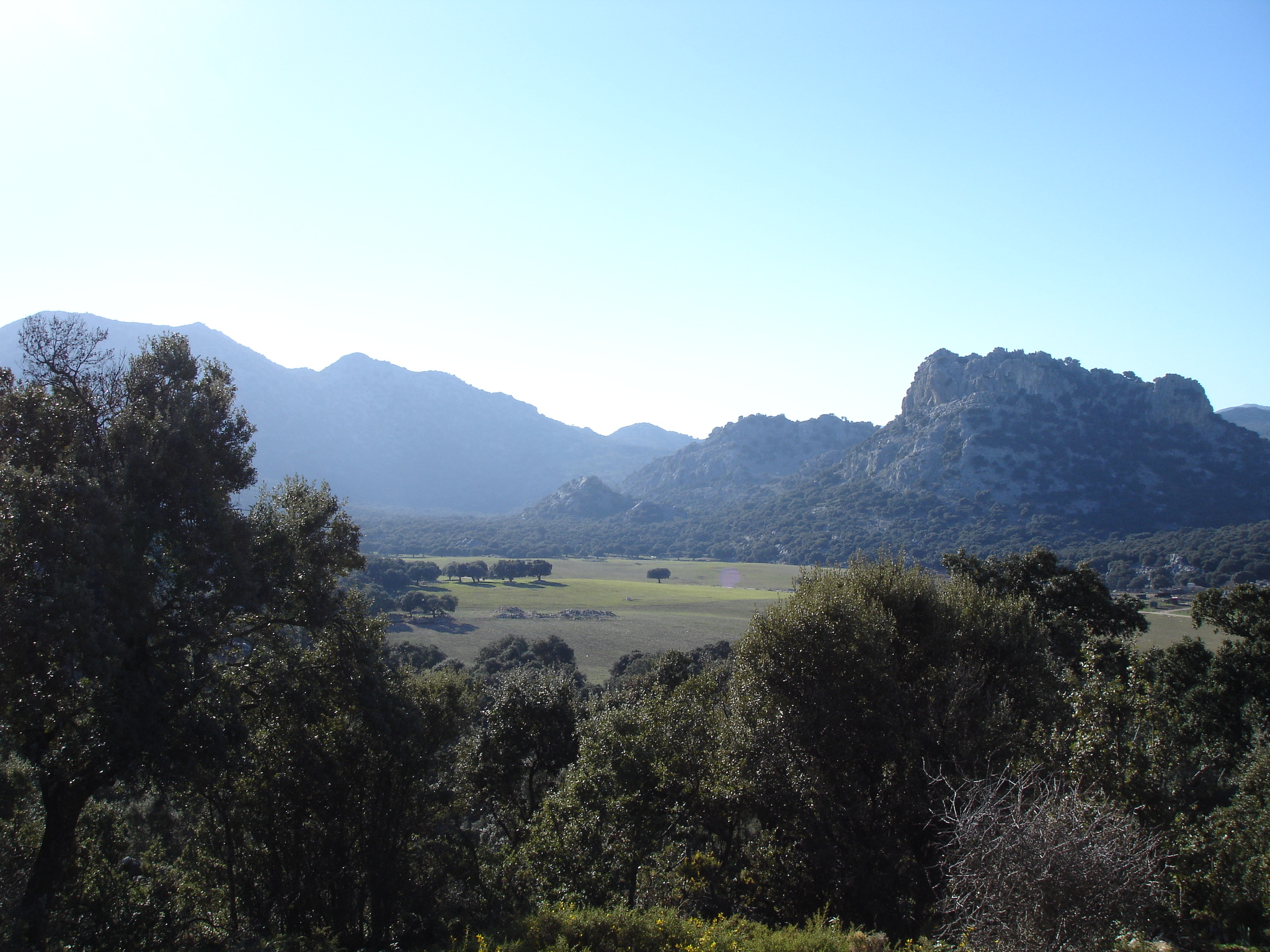
利瓦尔平原
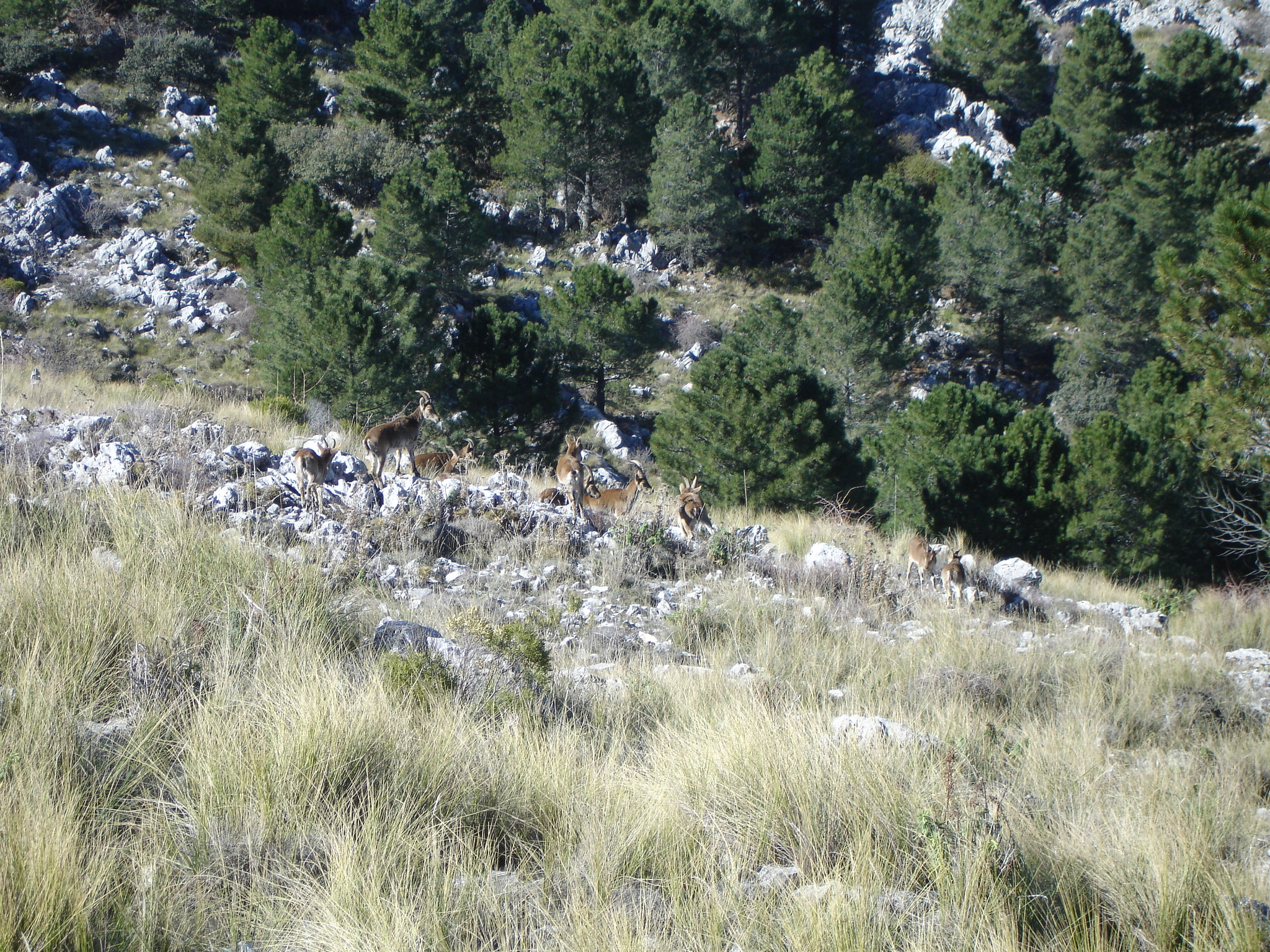
西班牙羱羊
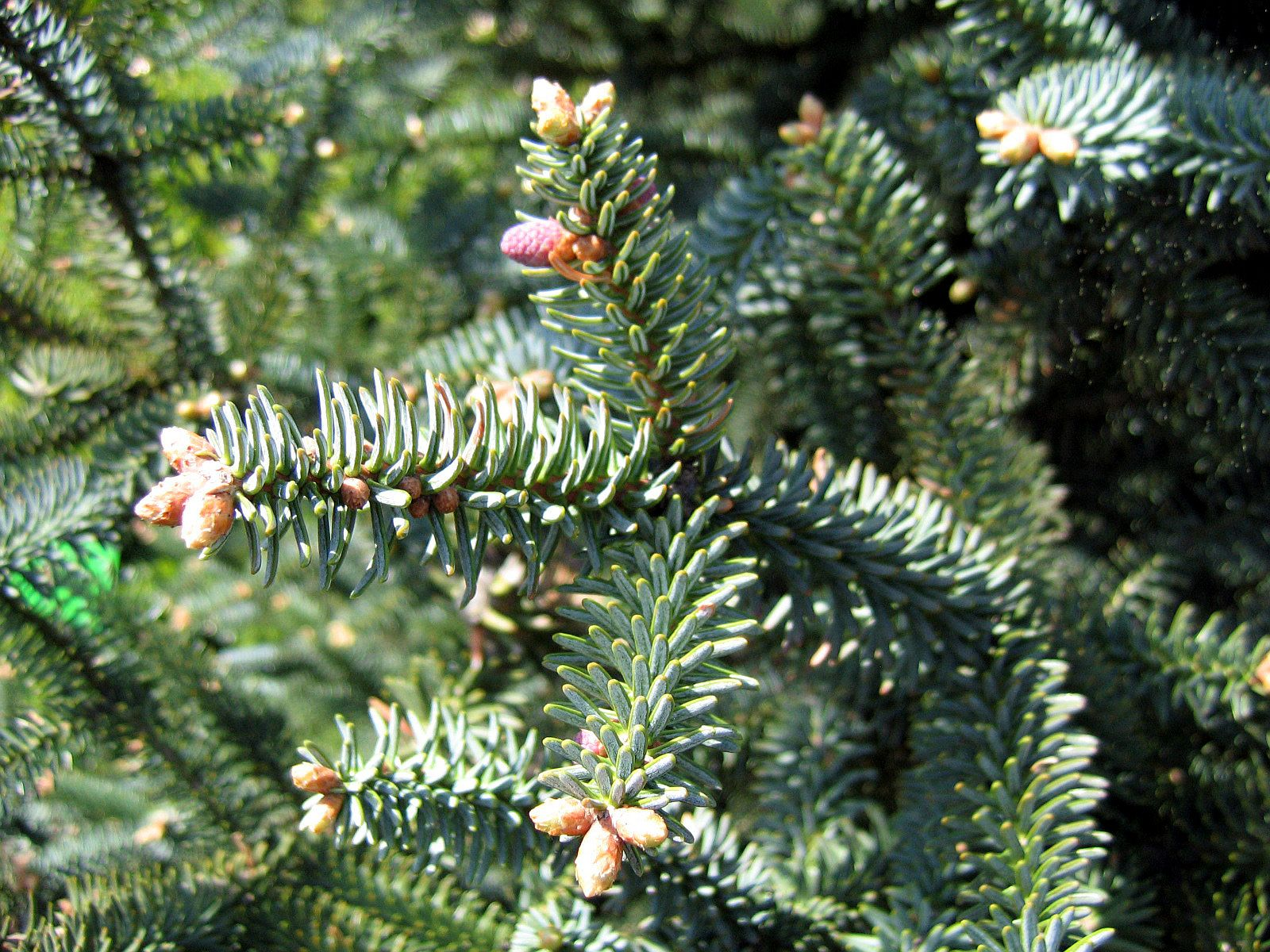
西班牙冷杉
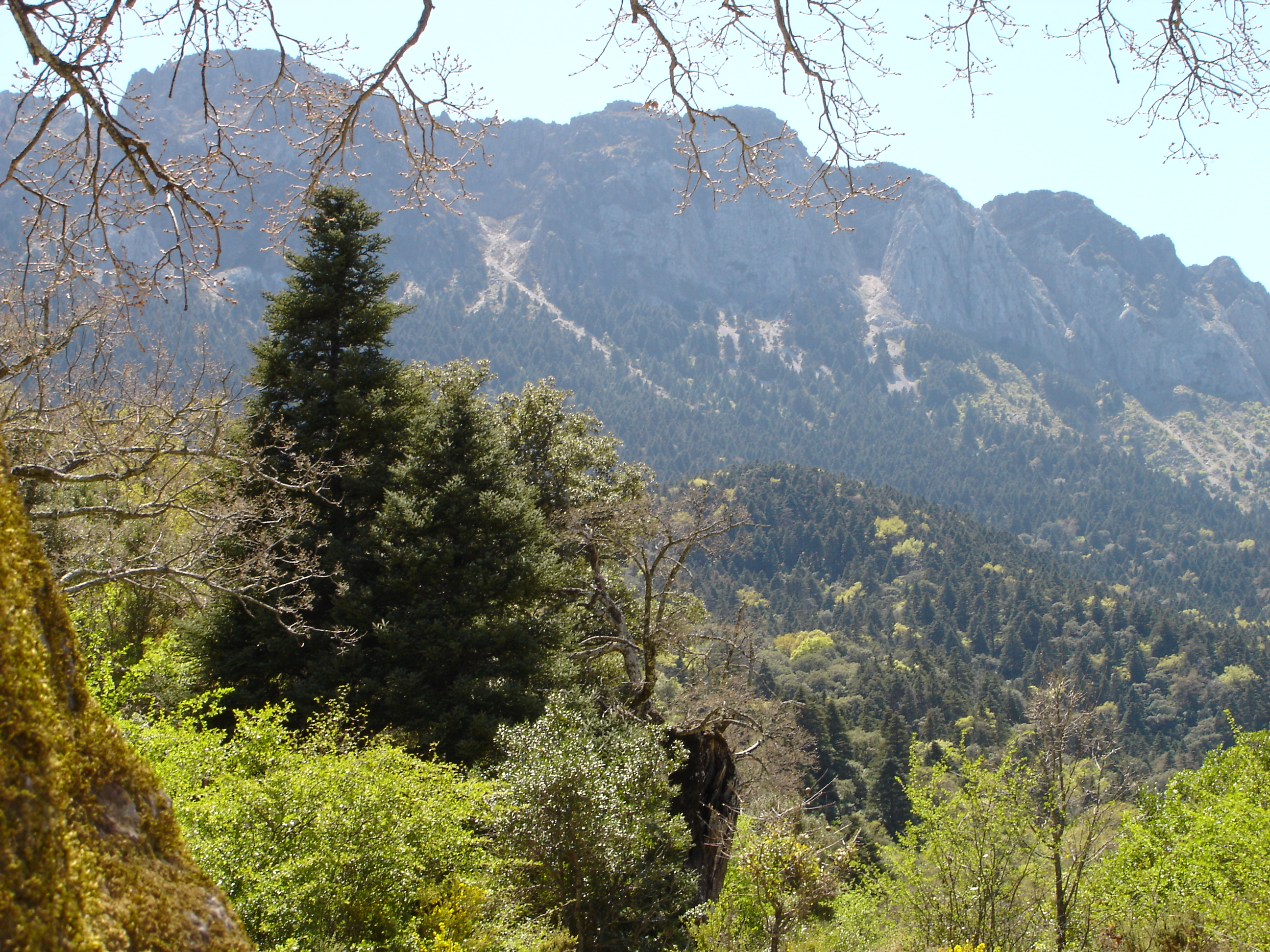
西班牙冷杉林
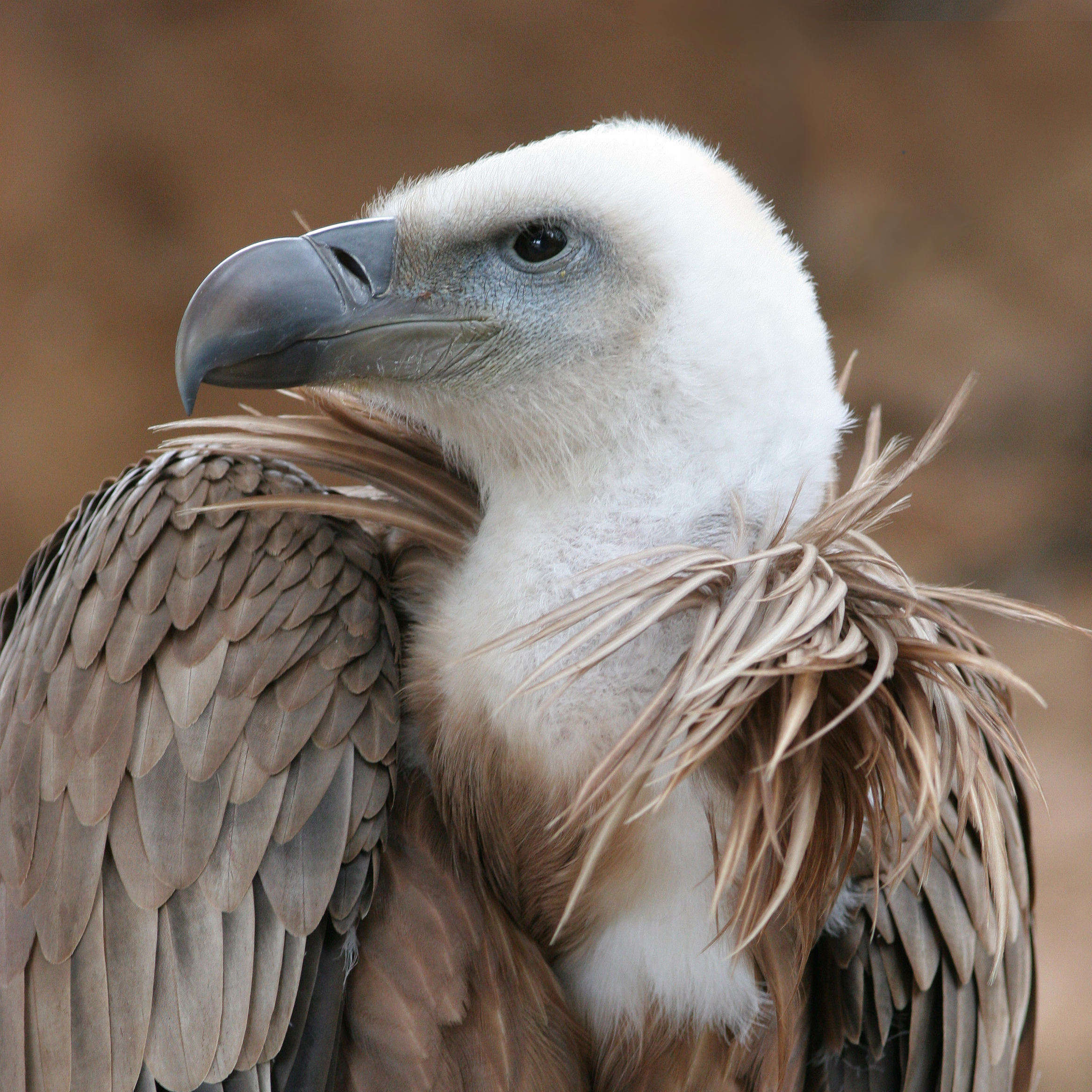
西域兀鹫
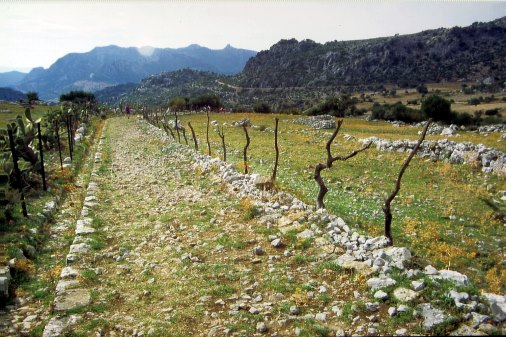
罗马道路遗址
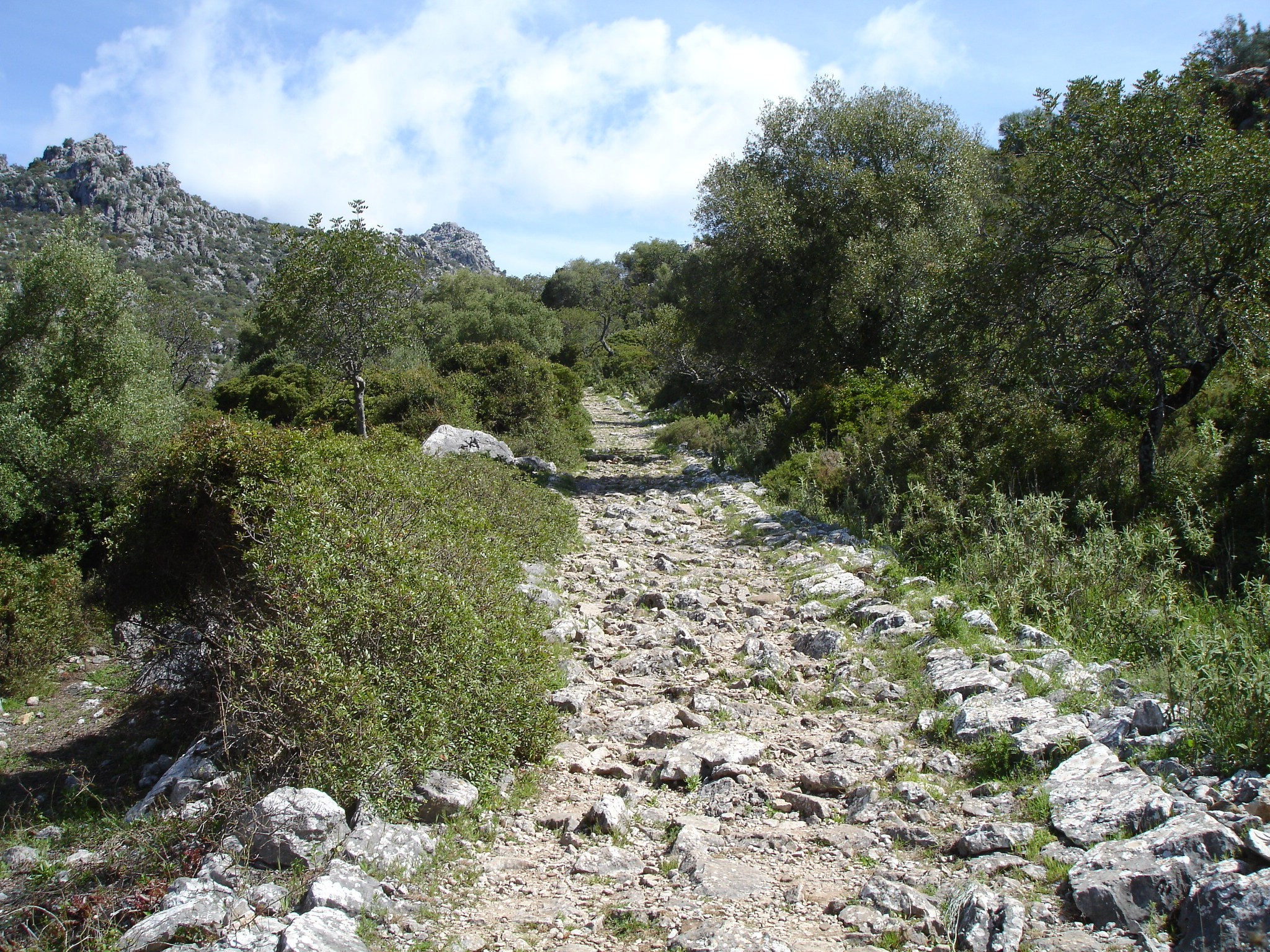
罗马道路遗址
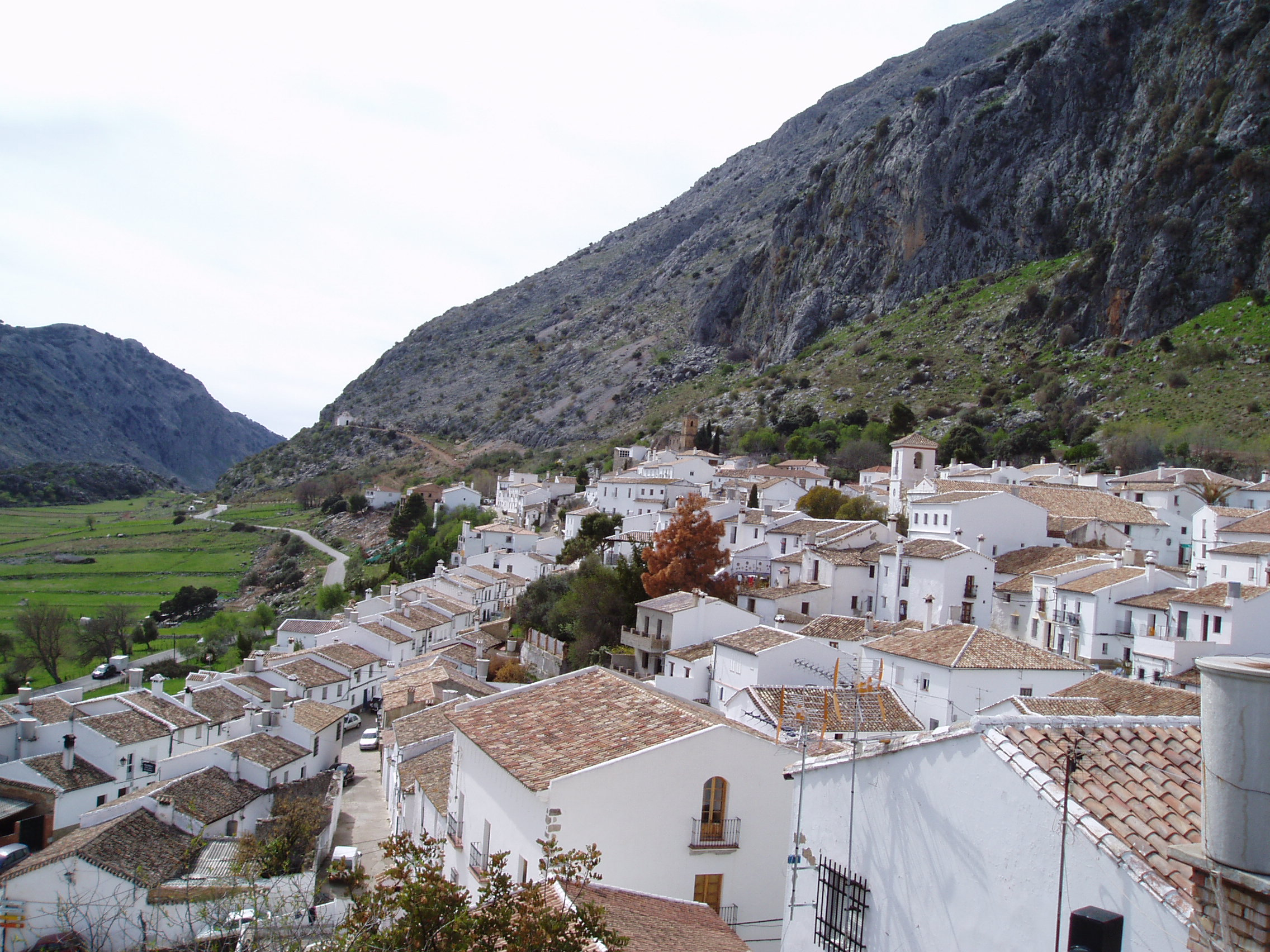
比利亚伦加-德尔罗萨里奥
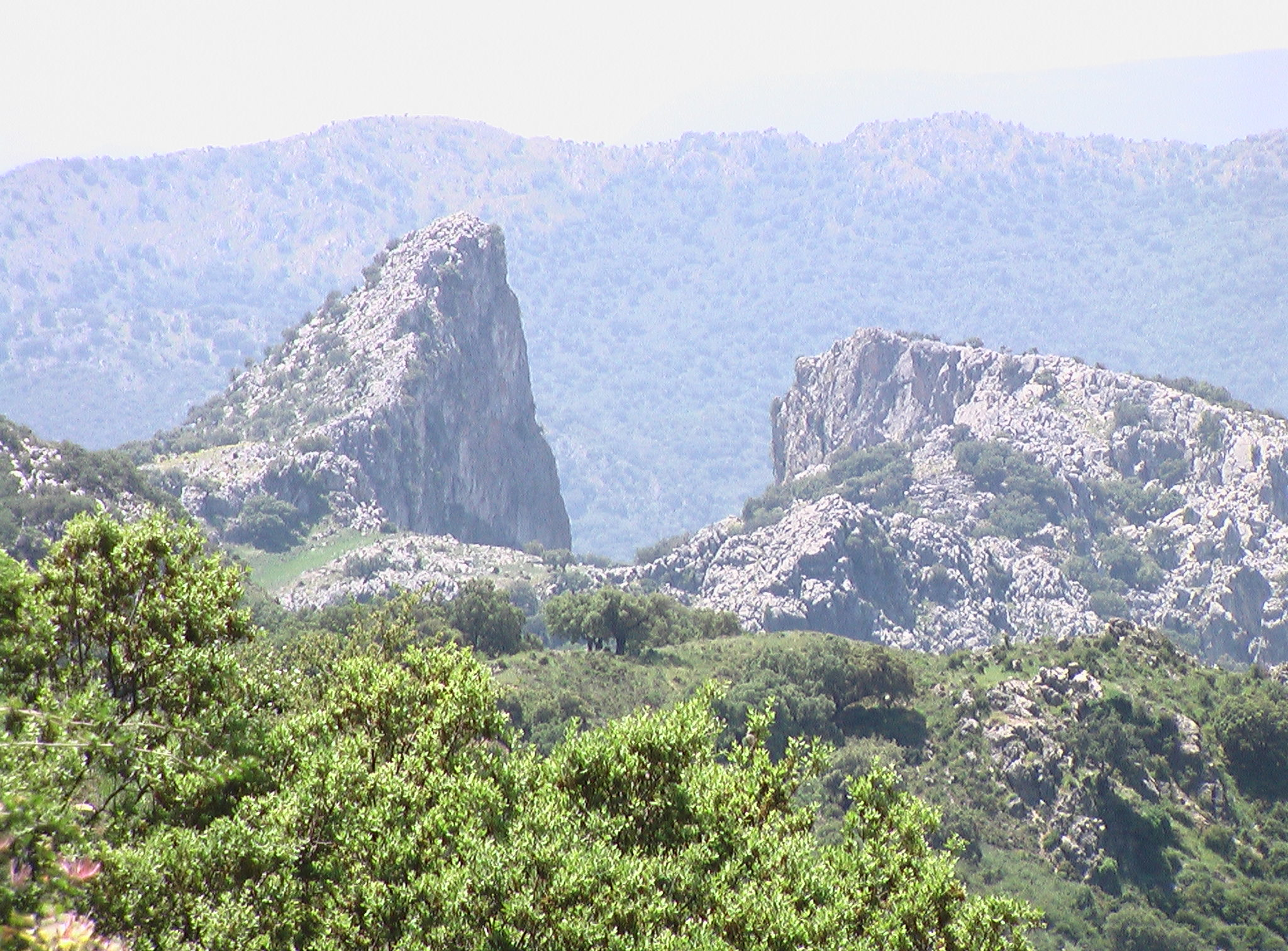
卡夫雷罗悬崖
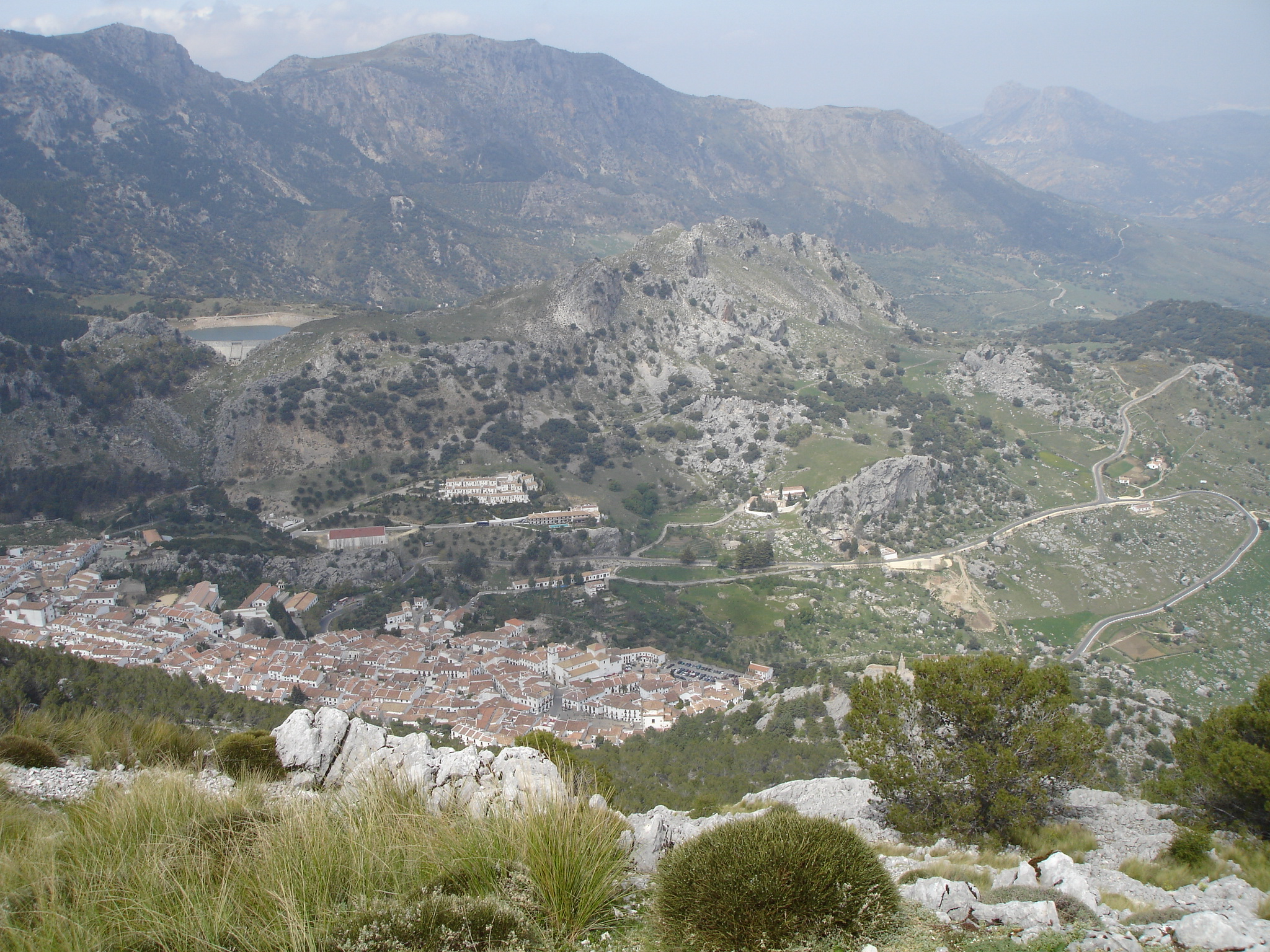
格拉萨莱马
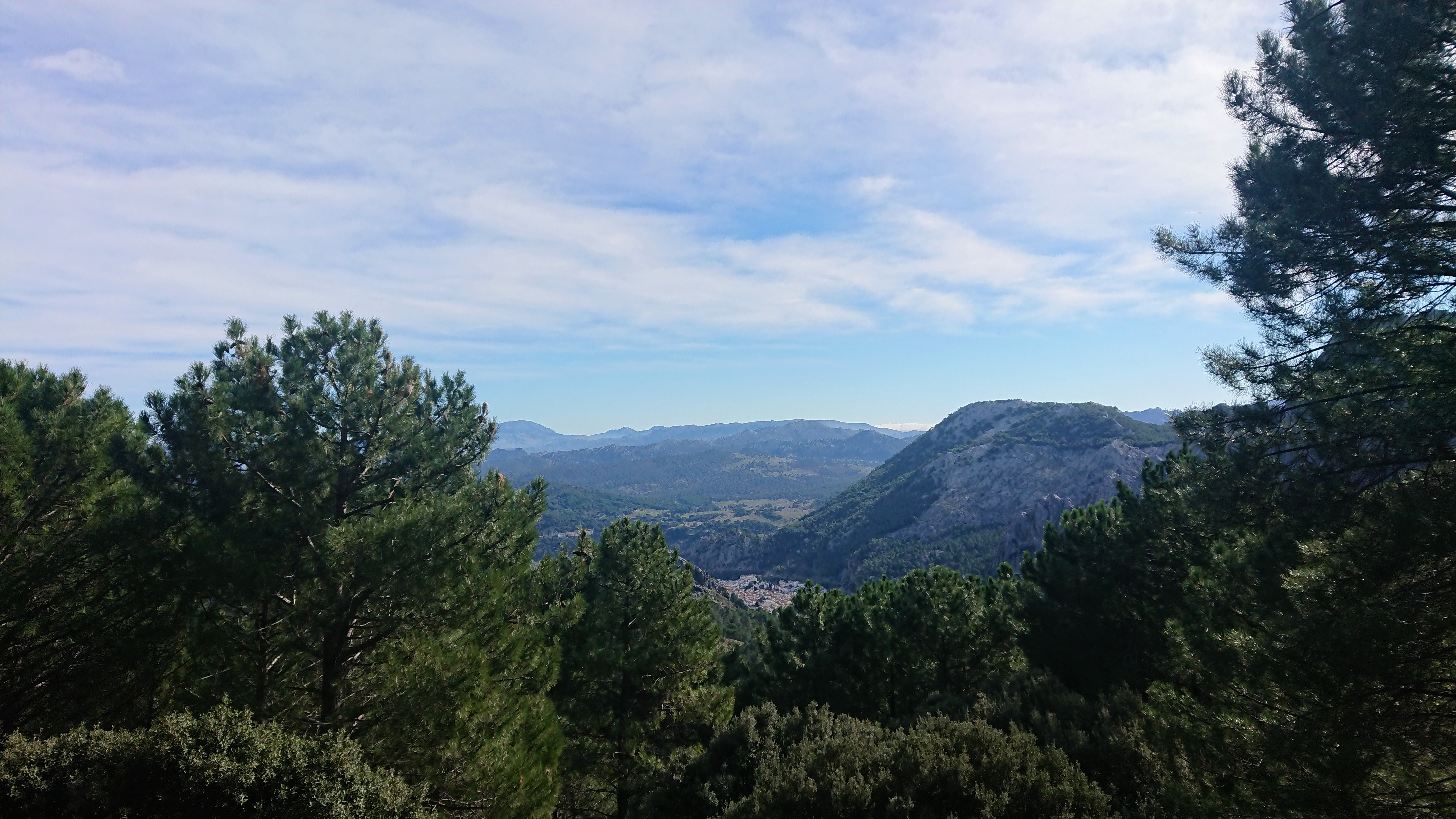
格拉萨莱马